# Stromboli, ziemia bogów
Stromboli, ziemia bogów (wł. Stromboli, terra di Dio) – włosko-amerykański dramat filmowy z 1950 roku w reżyserii Roberta Rosselliniego.
Był to pierwszy wspólny film Rosselliniego oraz gwiazdy Hollywood, Ingrid Bergman, będącej jego ówczesną żoną. W USA film wzbudził liczne kontrowersje, gdyż uważano, że małżeństwo katolika z rozwiedzioną protestantką było czymś „niemoralnym”.

## Fabuła
Akcja toczy się po II wojnie światowej. Młoda Litwinka, Karin Bjorsen, przebywa we włoskim obozie dla uchodźców. Nie ma środków, by wrócić do normalnego życia. Poznaje włoskiego żołnierza, Antonia, za którego wychodzi za mąż, by wyjść z zamknięcia. Wraz z nim udaje się na jego rodzinną wyspę, Stromboli.

## Obsada
- Ingrid Bergman - Karin
- Mario Vitale - Antonio
- Renzo Cesana - ksiądz
- Mario Sponzo - mężczyzna z jasnego domu
- Gaetano Famularo - człowiek z gitarą

## Produkcja
Zdjęcia kręcono na tytułowej sycylijskiej wyspie Stromboli, a także w Mesynie, Rzymie oraz w obozie koncentracyjnym w Fara in Sabina w prowincji Rieti.